# Coupe de la confédération 2013
Navigation
Édition précédente Édition suivante
La Coupe de la confédération 2013 est la dixième édition de la Coupe de la confédération. Le tirage au sort a eu lieu en décembre 2012. La compétition débute le 15 février 2013.
Le tenant du titre, le club congolais de l'AC Léopards ne peut défendre son trophée car il est engagé en Ligue des champions de la CAF 2013 après avoir remporté le titre de champion du Congo. À noter parmi les engagés un club de deuxième division, l'ASC HLM, vainqueur de la Coupe du Sénégal et pour la première fois un club représentant le Soudan du Sud : l'équipe d'El Nasir FC, vainqueur de la coupe nationale.

## Primes monétaires
Les primes monétaires de l'édition 2013 sont distribués aux clubs terminant dans les 8 premiers, comme suit:
| Classement     | Club      | Fédération |
| -------------- | --------- | ---------- |
| Vainqueur      | 660 000 $ | 35 000 $   |
| Finaliste      | 425 000 $ | 30 000 $   |
| Demi-finaliste | 240 000 $ | 25 000 $   |
| 3e du groupe   | 175 000 $ | 20 000 $   |
| 4e du groupe   | 150 000 $ | 15 000 $   |

## Participants
- Théoriquement, jusqu'à 56 fédérations membres de la CAF peuvent entrer dans la CAF Champions League 2013.
- Les 12 pays les mieux classés en fonction du Classement 5-Year de la CAF peuvent également inscrire 2 équipes par compétition. Pour la compétition de cette année, la Confédération africaine de football va utiliser Classement 5-Year de la CAF d'entre 2007 et 2011. En conséquence, 56 clubs ont pu entrer dans le tournoi.

Ci-dessous le schéma de qualification pour la compétition. Les nations sont affichées en fonction de leur Classement 5-Year de la CAF :
| Fédération                                                                 | Club                                                | Classement                                          |
| Fédérations avec deux représentants (Classées 1-12)                        | Fédérations avec deux représentants (Classées 1-12) | Fédérations avec deux représentants (Classées 1-12) |
| -------------------------------------------------------------------------- | --------------------------------------------------- | --------------------------------------------------- |
| Tunisie 1er - 100 pts                                                      | CS sfaxien                                          | 3e du championnat de Tunisie 2011-2012              |
| Tunisie 1er - 100 pts                                                      | Étoile sportive du Sahel                            | 4e du championnat de Tunisie 2011-2012              |
| Nigeria 2e - 70 pts                                                        | Lobi Stars FC                                       | 3e du championnat du Nigeria 2012                   |
| Nigeria 2e - 70 pts                                                        | Heartland FC                                        | Vainqueur de la Coupe du Nigeria 2012               |
| Égypte 3e - 64 pts                                                         | Ismaily SC                                          | 3e du championnat d'Égypte 2010-2011                |
| Égypte 3e - 64 pts                                                         | ENPPI Club                                          | Vainqueur de la Coupe d'Égypte 2011                 |
| Maroc 4e - 62 pts                                                          | Wydad AC                                            | 3e du championnat du Maroc 2011-2012                |
| Maroc 4e - 62 pts                                                          | AS FAR                                              | Finaliste de la Coupe du Trône 2012                 |
| République démocratique du Congo 5e - 49 pts                               | DC Motema Pembe                                     | 3e du championnat de RD du Congo 2012               |
| République démocratique du Congo 5e - 49 pts                               | CS Don Bosco                                        | Vainqueur de la Coupe de RD du Congo 2012           |
| Soudan 6e - 47 pts                                                         | Al Ahly Shandy                                      | 3e du championnat du Soudan 2012                    |
| Soudan 6e - 47 pts                                                         | Khartoum 3                                          | 4e du championnat du Soudan 2012                    |
| Algérie 7e - 43 pts                                                        | USM Alger                                           | 3e du championnat d'Algérie 2011-2012               |
| Cameroun 8e - 19 pts                                                       | Panthère du Ndé                                     | 3e du championnat du Cameroun 2012                  |
| Cameroun 8e - 19 pts                                                       | Unisport Bafang                                     | Vainqueur de la Coupe du Cameroun 2012              |
| Angola 9e - 18 pts                                                         | Petro Atlético Luanda                               | 3e du championnat d'Angola 2012                     |
| Angola 9e - 18 pts                                                         | Clube Recreativo da Caála                           | Finaliste de la Taça Angola 2012                    |
| Mali 10e - 16 pts                                                          | US Bougouni                                         | Vainqueur de la Coupe du Mali 2012                  |
| Mali 10e - 16 pts                                                          | Onze Créateurs de Niaréla                           | Finaliste de la Coupe du Mali 2012                  |
| Côte d'Ivoire 12e - 11 pts                                                 | ASEC Mimosas                                        | 3e du championnat de Côte d'Ivoire 2012             |
| Côte d'Ivoire 12e - 11 pts                                                 | Stella Club d'Adjamé                                | Vainqueur de la Coupe de Côte d'Ivoire              |
| Fédérations avec un seul représentant (Classées plus bas que la 12e place) |                                                     |                                                     |
| Libye 12e - 11 pts                                                         | Al Nasr Benghazi                                    | Vainqueur de la Coupe de Libye 2009-2010            |
| Zambie 14e - 10 pts                                                        | Power Dynamos FC                                    | Vice-champion de Zambie 2012                        |
| Niger 15e - 4 pts                                                          | Sahel SC                                            | Vainqueur de la Coupe du Niger 2012                 |
| Ghana 16e - 2 pts                                                          | New Edubiase United                                 | Vainqueur de la Coupe du Ghana 2011-2012            |
| Afrique du Sud 17e - 1 pts                                                 | Supersport United                                   | Vainqueur de la Coupe d'Afrique du Sud 2012         |
| Bénin                                                                      | Mogas 90                                            | Vainqueur de la Coupe du Bénin 2012                 |
| Botswana                                                                   | Gaborone United                                     | Vainqueur de la Coupe du Botswana 2012              |
| Burkina Faso                                                               | Rail Club du Kadiogo                                | Vainqueur de la Coupe du Burkina Faso 2012          |
| Burundi                                                                    | Lydia Ludic Burundi Académic                        | Vainqueur de la Coupe du Burundi 2012               |
| Centrafrique                                                               | ASDR Fatima                                         | Vainqueur de la Coupe de Centrafrique 2012          |
| Congo                                                                      | Diables noirs                                       | Vainqueur de la Coupe du Congo 2012                 |
| Guinée équatoriale                                                         | The Panthers                                        | Vainqueur de la Coupe de Guinée équatoriale 2012    |
| Éthiopie                                                                   | Dedebit FC                                          | Vice-champion d'Éthiopie 2011-2012                  |
| Gabon                                                                      | US Bitam                                            | Vice-champion du Gabon 2011-2012                    |
| Gambie                                                                     | Gamtel FC                                           | Vainqueur de la Coupe de Gambie 2012                |
| Guinée                                                                     | FC Séquence                                         | Vainqueur de la Coupe de Guinée 2012                |
| Kenya                                                                      | Gor Mahia                                           | Vainqueur de la Coupe du Kenya 2012                 |
| Liberia                                                                    | Barrack Young Controllers II                        | Vainqueur de la Coupe du Liberia 2012               |
| Madagascar                                                                 | TCO Boeny                                           | Vainqueur de la Coupe de Madagascar 2012            |
| Mozambique                                                                 | Liga Muçulmana Maputo                               | Vainqueur de la Taça de Mozambique 2012             |
| Rwanda                                                                     | Police FC                                           | Vice-champion du Rwanda 2011-2012                   |
| Sao Tomé-et-Principe                                                       | Desportivo de Guadalupe                             | Finaliste de la Coupe de Sao Tomé et Principe 2012  |
| Sénégal                                                                    | ASC HLM                                             | Vainqueur de la Coupe du Sénégal 2012               |
| Seychelles                                                                 | Anse Réunion FC                                     | Vainqueur de la Coupe des Seychelles 2012           |
| Sierra Leone                                                               | FC Johansen                                         | 4e du championnat de Sierra Leone 2011-2012         |
| Soudan du Sud                                                              | El Nasir FC                                         | Vainqueur de la Coupe du Soudan du Sud 2012         |
| Swaziland                                                                  | Mbabane Highlanders                                 | Finaliste de la Coupe du Swaziland 2012             |
| Tanzanie                                                                   | Azam FC                                             | Vice-champion de Tanzanie 2011-2012                 |
| Tchad                                                                      | Elect-Sport FC                                      | Vainqueur de la Coupe de la Ligue de N'Djamena 2012 |
| Togo                                                                       | AS Douanes Lomé                                     | Vice-champion du Togo 2011-2012                     |

## Tours de qualification

### Tour préliminaire
Treize équipes sont exemptes lors de ce tour :
- CS sfaxien
- ES Sahel
- Lobi Stars FC
- Heartland FC
- Ismaily SC
- ENPPI Club
- Wydad AC
- AS FAR
- DC Motema Pembe
- Al Ahly Shendi
- USM Alger
- Petro Atlético Luanda
- ASEC Mimosas

Les matchs aller se jouent les 15, 16 et 17 février 2013 alors que les matchs retour se jouent les 1er, 2 et 3 mars 2013.
| Équipe 1                     | Résultat     | Équipe 2                     | Aller | Retour |
| ---------------------------- | ------------ | ---------------------------- | ----- | ------ |
| Gor Mahia                    | 5-0          | Anse Réunion FC              | 0-0   | 5-0    |
| CS Don Bosco                 | 3-4          | Supersport United            | 0-1   | 3-3    |
| Gaborone United              | 2-3          | Liga Muçulmana               | 2-2   | 0-1    |
| Mogas 90                     | Forfait      | AS Douanes Lomé              | -     | -      |
| Rail Club du Kadiogo         | 2-1          | Sahel SC                     | 1-1   | 1-0    |
| Lydia Ludic Burundi Académic | 2-1          | Police FC                    | 1-0   | 1-1    |
| Panthère du Ndé              | 3-1          | Elect-Sport FC               | 2-0   | 1-1    |
| Desportivo de Guadalupe      | 1-17         | US Bitam                     | 0-5   | 1-12   |
| ASDR Fatima                  | 2-5          | Dedebit FC                   | 0-4   | 2-1    |
| TCO Boeny                    | 6-5          | Mbabane Highlanders          | 1-2   | 5-3    |
| Gamtel FC                    | 5-2          | ASC HLM                      | 2-1   | 3-1    |
| New Edubiase United          | 1-1 4 - 5tab | Diables noirs de Brazzaville | 1-0   | 0-1    |
| The Panthers                 | 3-0          | FC Séquence                  | 1-0   | 2-0    |
| Power Dynamos FC             | 0-3          | Clube Recreativo da Caála    | 0-1   | 0-2    |
| Unisport Bafang              | 0-3          | US Bougouni                  | 0-1   | 0-2    |
| Stella Club d'Adjamé         | 1-4          | Onze Créateurs de Niaréla    | 1-1   | 0-3    |
| Barrack Young Controllers II | 1-0          | FC Johansen                  | 1-0   | 0-0    |
| Azam FC                      | 8-1          | El Nasir FC                  | 3-1   | 5-0    |
| Al Nasr Benghazi             | 1-0          | Khartoum 3                   | 0-0   | 1-0    |

### Premier tour
Les matchs aller se jouent les 15, 16 et 17 mars 2013 alors que les matchs retour se jouent les 5, 6 et 7 avril 2013.
| Équipe 1                     | Résultat | Équipe 2                     | Aller | Retour |
| ---------------------------- | -------- | ---------------------------- | ----- | ------ |
| ENPPI Club                   | 3 - 0    | Gor Mahia Football Club      | 3-0   | 0-0    |
| Petro Atlético Luanda        | 0 - 2    | Supersport United            | 0-0   | 0-2    |
| Lobi Stars FC                | 4 - 8    | Liga Muçulmana               | 3-1   | 1-7    |
| Wydad AC                     | 4 - 1    | AS Douanes Lomé              | 3-0   | 1-1    |
| Rail Club du Kadiogo         | 2 - 3    | ASEC Mimosas                 | 1-2   | 1-1    |
| DC Motema Pembe              | 1 - 2    | Lydia Ludic Burundi Académic | 1-0   | 0-2    |
| USM Alger                    | 4 - 2    | Panthère du Ndé              | 1-0   | 3-2    |
| Heartland FC                 | Forfait  | US Bitam                     | 2-1   | -      |
| Al Ahly Shandy               | 1 - 0    | Dedebit FC                   | 1-0   | 0-0    |
| Ismaily SC                   | 4 - 2    | TCO Boeny                    | 2-0   | 2-2    |
| CS sfaxien                   | 7 - 3    | Gamtel FC                    | 4-2   | 3-1    |
| Diables noirs                | 6 - 1    | The Panthers                 | 6-1   | 0-0    |
| Clube Recreativo da Caála    | 6 - 0    | US Bougouni                  | 4-0   | 2-0    |
| Étoile sportive du Sahel     | 5 - 3    | Onze Créateurs de Niaréla    | 2-1   | 3-2    |
| Barrack Young Controllers II | 1 - 2    | Azam FC                      | 1-2   | 0-0    |
| AS FAR                       | 2 - 1    | Al Nasr Benghazi             | 1-0   | 1-1    |

### Huitièmes de finale
Les matchs aller se jouent les 19, 20 et 21 avril 2013 alors que les matchs retour se jouent les 3, 4 et 5 mai 2013.
| Équipe 1         | Résultat    | Équipe 2          | Aller | Retour |
| ---------------- | ----------- | ----------------- | ----- | ------ |
| ENPPI Club       | 3 - 1       | Supersport United | 0-0   | 3-1    |
| Liga Muçulmana   | 3E - 3      | Wydad AC          | 2-0   | 1-3    |
| ASEC Mimosas     | 1 - 1 2 - 4 | LLB Académic      | 1-0   | 0-1    |
| USM Alger        | 0 - 3       | US Bitam          | 0-0   | 0-3    |
| Al Ahly Shandy   | 0 - 0 3 - 4 | Ismaily SC        | 0-0   | 0-0    |
| CS sfaxien       | 4 - 2       | Diables noirs     | 3-1   | 1-1    |
| Recreativo Caála | 2 - 7       | ES Sahel          | 1-1   | 1-6    |
| Azam FC          | 1 - 2       | AS FAR            | 0-0   | 1-2    |

## Huitièmes de finalebis
Les vainqueurs avancent en barrage contre les perdants du 2e tour de la Ligue des champions 2013 (indiqués en italique). Ces derniers jouent à domicile lors du match aller.
Les matchs aller se jouent les 17, 18 et 19 mai 2013 alors que les matchs retour se jouent les 31, 1 et 2 juin 2013.
La Confédération Africaine de Football a donné gain de cause au CS Sfaxien dans la réserve technique déposée contre la participation d'un joueur d'Enugu Rangers du Nigéria. Le CS Sfaxien se qualifie ainsi à la phase de poules de la Coupe de CAF (comptant 3-0 au match retour).
| Équipe 1        | Résultat       | Équipe 2       | Aller | Retour |
| --------------- | -------------- | -------------- | ----- | ------ |
| Stade malien    | 6 - 0          | LLB Académic   | 5 - 0 | 1 - 0  |
| Enugu Rangers   | 1 - 3          | CS sfaxien     | 1 - 0 | 0 - 3  |
| Fath US         | 4 - 3          | AS FAR         | 1 - 0 | 3 - 3  |
| CA Bizerte      | 3 - 1          | Ismaily SC     | 3 - 0 | 0 - 1  |
| ES Sétif        | 2 - 2 5 - 3tab | US Bitam       | 2 - 0 | 0 - 2  |
| JSM Béjaïa      | 3 - 4          | ES Sahel       | 2 - 2 | 1 - 2  |
| TP Mazembe      | 5 - 2          | Liga Muçulmana | 4 - 0 | 1 - 2  |
| Saint George SA | 3E - 3         | ENPPI Club     | 2 - 0 | 1 - 3  |

## Phase de groupes

### Groupe A
| Rang | Équipe          | Pts | J | G | N | P | Bp | Bc | Diff |  | Résultats (▼ dom., ► ext.) |     |     |     |     |
| ---- | --------------- | --- | - | - | - | - | -- | -- | ---- |  | -------------------------- | --- | --- | --- | --- |
| 1    | CS sfaxien      | 14  | 6 | 4 | 2 | 0 | 8  | 3  | +5   |  | CS sfaxien                 |     | 1-0 | 0-0 | 1-0 |
| 2    | Stade malien    | 8   | 6 | 2 | 2 | 2 | 3  | 4  | -1   |  | Stade malien               | 1-2 | 1-0 |     | 0-0 |
| 3    | ES Sahel        | 6   | 6 | 1 | 3 | 2 | 3  | 4  | -1   |  | ES Sahel                   | 1-1 | 2-1 | 0-1 |     |
| 4    | Saint George SA | 4   | 6 | 1 | 1 | 4 | 4  | 6  | -2   |  | Saint George SA            | 1-3 |     | 2-0 | 0-0 |

### Groupe B
| Rang | Équipe     | Pts | J | G | N | P | Bp | Bc | Diff |  | Résultats (▼ dom., ► ext.) |     |     |     |     |
| ---- | ---------- | --- | - | - | - | - | -- | -- | ---- |  | -------------------------- | --- | --- | --- | --- |
| 1    | TP Mazembe | 10  | 6 | 3 | 1 | 2 | 9  | 6  | +3   |  | TP Mazembe                 | 4-2 | 3-0 | 1-0 |     |
| 2    | CA Bizerte | 8   | 6 | 2 | 2 | 2 | 3  | 3  | 0    |  | CA Bizerte                 | 0-0 | 1-0 |     | 1-0 |
| 3    | Fath US    | 8   | 6 | 2 | 2 | 2 | 5  | 6  | -1   |  | Fath US                    | 1-0 |     | 1-1 | 2-0 |
| 4    | ES Sétif   | 6   | 6 | 1 | 3 | 2 | 5  | 7  | -2   |  | ES Sétif                   |     | 1-1 | 1-0 | 1-1 |

## Phase finale

### Demi-finales
| Équipe 1     | Résultat | Équipe 2   | Aller | Retour |
| ------------ | -------- | ---------- | ----- | ------ |
| CA Bizerte   | 0 - 1    | CS sfaxien | 0 - 0 | 0 - 1  |
| Stade malien | 1 - 3    | TP Mazembe | 1 - 2 | 0 - 1  |

### Finale
| Aller            | CS sfaxien                                           | 2-0   | TP Mazembe | Stade olympique de Radès,Tunis         |                                        |
| 23/11/2013 18:00 | Didier Ndong Ibrahim 18e · Taha Yassine Khenissi 91e | (1-0) |            | Arbitrage : Eric Otogo-Castane (Gabon) | Arbitrage : Eric Otogo-Castane (Gabon) |

| Retour           | TP Mazembe                                 | 2-1 | CS sfaxien                  | Stade TP Mazembe, Lubumbashi |                            |
| 30/11/2013 15:00 | Chébane Traoré 10e · Mbwana Aly Samata 23e |     | Fakhreddine Ben Youssef 88e | Arbitrage : Daniel Bennett   | Arbitrage : Daniel Bennett |

## Vainqueur
| Coupe de la confédération Vainqueur 2013 |
| ---------------------------------------- |
| CS sfaxien Troisième titre               |